# Alta, Wyoming
Alta är en ort och census-designated place i Teton County i västra Wyoming i USA. Orten hade 394 bofasta invånare vid 2010 års folkräkning. Alta ligger nära delstatsgränsen mot Idaho och närmaste stad är Driggs, Idaho. Öster om Alta ligger skidorten Grand Targhee Resort. På grund av det stora avståndet med bil runt bergen till countyts centralort Jackson, Wyoming, omkring 64 kilometer och genom Teton Pass, går många barn från Alta i high school i Driggs.